# Mortem & Makeup
Mortem & Makeup ist das vierte Studioalbum der deutschen Rapperin Sookee. Es erschien am 17. März 2017 und war Sookees erste Veröffentlichung auf dem Label Buback.

## Entstehungsgeschichte
Mortem & Makeup ist das erste Studioalbum seit dem 2014 erschienenen Album Lila Samt. Die Songs entstanden über einen Zeitraum von einem Jahr und wurde unter der Regie von LeijiONE aufgenommen. Als Koproduzent tritt Riffsn von Grossstadtgeflüster auf. Die Beats stammen neben LeijiOne und Riffsn auch von Danger Dan (Antilopen Gang) sowie Beat 2.0, Majus Beats und do.pe. Mit dem Rapper grim104 (Zugezogen Maskulin) und der Sängerin Charlotte Brandi von Me and My Drummer befinden sich lediglich zwei Gesangsfeatures auf dem Album.
Bereits am 10. Januar erschien die Videoauskopplung Q1 über YouTube. Am 10. März erschien die zweite Videoauskopplung Queere Tiere. Das Album erschien schließlich am 17. März 2017 und erstmals über das Independent-Label Buback, nachdem die früheren Alben über das Label Springstoff erschienen waren.

## Titelliste
LeijiONE tritt als Produzent von Mortem & Makeup auf. Die Koproduktion bei den Songs Q1, Queere Tiere, Der Schrank, Die Freundin von und Who Cares übernahm Riffsn.
| #  | Titel                  | Gastbeiträge                                            | Beat                | Länge |
| -- | ---------------------- | ------------------------------------------------------- | ------------------- | ----- |
| 1  | Q1                     |                                                         | LeijiONE            | 3:28  |
| 2  | Queere Tiere           | Timo Sauer (Gitarre)                                    | Danger Dan          | 3:28  |
| 3  | Bilderbücher Konferenz |                                                         | Majus Beats & do.pe | 3:50  |
| 4  | Der Schrank            |                                                         | LeijiONE            | 3:45  |
| 5  | Kontrollverlust        |                                                         | Beat2.0             | 3:45  |
| 6  | Für immer              |                                                         | Majus Beats & do.pe | 2:48  |
| 7  | Hüpfburg               | Samuel „Männi“ Dickmeis (Gitarre), Hannes Hüfken (Bass) | Danger Dan          | 3:11  |
| 8  | SSRI                   | Michael Schlücker (Violine/Cello)                       | LeijiONE            | 2:57  |
| 9  | Die Freundin von       |                                                         | Danger Dan          | 3:32  |
| 10 | You Only Die Once      | Grim104, Spion Y (Cuts)                                 | Beat2.0             | 2:46  |
| 11 | Hurensohn              | Spion Y (Cuts)                                          | LeijiONE            | 2.42  |
| 12 | Absurdität             |                                                         | Riffsn              | 3:14  |
| 13 | Who Cares              | Charlotte Brandi                                        | LeijiONE            | 3:13  |
| 14 | Ruhe                   | Michael Schlücker (Cello)                               | Riffsn              | 3:11  |

## Musikstil und Texte
Sowohl musikalisch als auch textlich versucht Sookee mit diesem Album neue Wege zu gehen. Laut eigener Aussage hat sie sich die Kritik des Vice-Magazins zu Herzen genommen, die ihre Songs mit einer Vorlesung aus dem Soziologie-Grundstudium verglichen. Dennoch wollte sie sich nicht mit diesem Album aus der linken und queeren Szene verabschieden. Vielmehr versuche Sookee nun „nahbare und menschliche Lyrics“ zu schreiben. Sie erklärte ihren Wandel in einem Interview mit die Tageszeitung so:

„Ich habe nie gesagt: Das ist es jetzt, boom, ich kann’s. Ich bin nun mal beim Reimen sehr kopflastig sozialisiert. Mein neues Album ist kein Abschied von der linken, queeren Szene, sondern eher der Versuch einer Öffnung. Es geht darum, Leute einzuladen, sich dialogbereit zu zeigen. Mein Ansatz war es, nicht über theoretische Herleitungen zu gehen, sondern Geschichten zu erzählen wie auf „Hüpfburg“ oder „Hurensohn“. Da fließt mal etwas Autobiografisches mit ein, mal ist es fiktiv.“

Auch musikalisch ist das Album eine Abkehr vom bisher üblichen Sound. Zwar sind Beat und Produktionen weiterhin eher mosaikartig, ohne fest einem einzelnen Musikkonzept zu entsprechen, doch hat sich Sookee in diesem Bereich professionalisiert:

„Der Produktionsprozess war viel intensiver als früher. Riffsn von Großstadtgeflüster, LeijiOne von Beat 2.0 und Danger Dan von der Antilopengang haben sich zusammengesetzt und Beats in den Topf geschmissen, auf die ich dann geschrieben habe. Wir haben einige Nächte zusammengesessen und über Ideen für die Drums, Melodien oder Arrangements gesprochen. Das Ergebnis ist immer noch nicht ausschließlich Boom-Bap, flottes Synthie-Geballer oder so reduziertes Trap-Zeug, sondern mosaikartig wie bisher. Aber die Produktionsqualität ist besser. Auch interessant ist, dass Sound grundsätzlich schwer zu versprachlichen ist. Aber wir haben das miteinander schnell hinbekommen.“

Der Albumtitel soll exemplarisch als Gegensatzpaar dienen, wobei „Mortem“ für den Tod steht, während sich „Makeup“ auf das Leben bezieht. Sookee versteht den Albumtitel als „eine Anspielung darauf, dass politisch und unpolitisch, trivial und todernst meist gleichzeitig passieren.“ Dabei ist das Latein eigentlich fehlerhaft. „Mortem“ ist der Akkusativ Singular, passender wäre der Nominativ „mors“ gewesen.
Die Texte des Albums behandeln ihre üblichen Themen und richten sich gegen Sexismus, Homophobie und Fremdenfeindlichkeit, doch verwendet die Rapperin diesmal häufig das Stilelement des Perspektivwechsels. Das Album wird eröffnet durch Q1, ein Statement zum Rechtsruck und zum Superwahljahr in Deutschland sowie den sozialen Zuständen 2017. Es folgt der Song Queere Tiere, der Parallelen zwischen sexuellem Verhalten in der Tierwelt und den Menschen zieht. Nachdem sie in diesem Track bereits in der Hook die Perspektive einer konservativen Frau eingenommen hat, ist der nächste Track Bilderbuch Konferenz aus der Sicht eines Verschwörungstheoretikers geschrieben. Sookee nimmt so ironisch und sarkastisch die Szene der Truther und Infokrieger aufs Korn. Der Schrank richtet sich gegen Sexismus und Homophobie. In die gleiche Kerbe schlägt Kontrollverlust. Für immer handelt von Sookees Weg als Rapperin und ihrem Verhältnis zur Hip-Hop- sowie zur linken Szene. In Hüpfburg nimmt Sookee die Perspektive eines Kindes ein, das in einer Nazifamilie aufwächst, aber eine von den Eltern missbilligte Freundschaft zu einem türkischstämmigen Jungen unterhält. Der Titel basiert auf den Familienfesten, die unter anderem die NPD ausrichtet. SSRI handelt vom Medikamentenmissbrauch durch das titelgebende Antidepressivum aus der Klasse der Serotonin-Wiederaufnahmehemmer. In dem Song Die Freundin von rappt Sookie „über das Nachgeordnetsein von Frauen in der Gesellschaft, im Sinne Simone de Beauvoirs also dem ‚zweiten Geschlecht‘ nach den Männern“. Hierzu reflektiert sie ihre eigene Pubertät. You Only Die Once ist ein bitter-sarkastischer Track mit Grim104 als Featuregast. Der Text nimmt Bezug auf das Internet sowie die moderne Hip-Hop-Szene. Im folgenden Track Hurensohn philosophiert Sookee um das gleichnamige Schimpfwort. Dazu nimmt sie die Perspektive eines Jugendlichen ein, dessen Mutter eine Prostituierte ist. Absurdität beschreibt das Aufwachsen und nimmt ebenfalls besonderen Bezug auf die Phase der Pubertät. Who Cares mit Gastsängerin Charlotte Brandi macht sich ebenfalls für den Feminismus stark. Verwendet wird das Motiv der Hexe, das Sookee auch für ihren Rappernamen verwendet, der sich auf Sukie in Die Hexen von Eastwick bezieht. Das Album endet mit dem Track Ruhe, ein Lied über das Alleinsein.

## Rezeption
Das Album erreichte Platz 89 der deutschen Albencharts und ist damit die erste Chartplatzierung für die Rapperin.
Laura Sprenger von Laut.de vergab vier von fünf Sternen und konstatierte:

„Im Laufe der 14 Songs stolpert man zuweilen über einen holprigen Reim oder ein deplatzierend anmutendes Wort, was oft daran liegt, dass die studierte Linguistin jede Silbe sehr genau betont. Alles in allem hat Sookee in Sachen Flow und Technik aber eine Schippe draufgelegt und präsentiert sich unterhaltsam und abwechslungsreich wie nie. (…) Mit ihrem fünften Album meistert Sookee den Spagat zwischen Bedeutungsschwere und musikalischer Qualität und entführt den Hörer in eine Welt voller Ungerechtigkeit und ‚Absurdität‘. Ihre Gegenmittel? ‚Revolution, Likörchen, Liebe und Schnittchen.‘“

Thomas Winkler vom Musikexpress vergab ebenfalls vier von fünf Sternen und fasste die Musik und Texte des Albums folgendermaßen zusammen:

„Die Beats, über denen Sookee nachweist, dass intelligenter Polit-Rap ohne Fremdschämen möglich ist, sind vielleicht nicht immer auf der Höhe der Zeit, aber ballern dafür laut genug, um dem politischen Gewicht der Punchlines stand zu halten.“